# Beninenburg

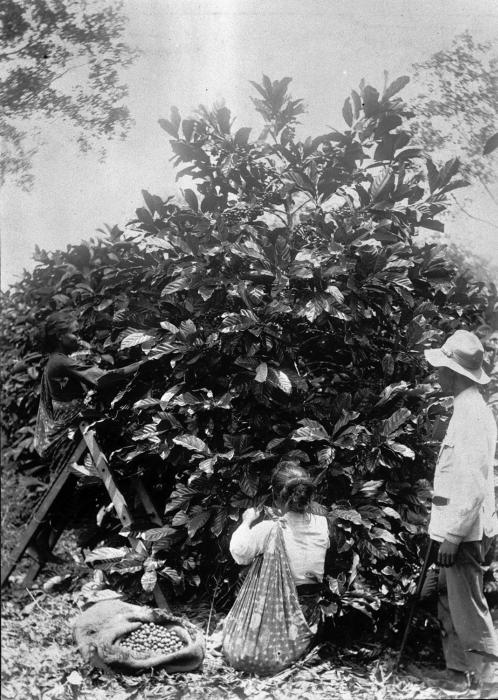
Koffiepluk in Suriname, foto Tropeninstituut

Beninenburg was een koffieplantage aan de Commewijnerivier in het district Commewijne in Suriname. De plantage ligt stroomafwaarts naast plantage De Nieuwe Grond en stroomopwaarts naast plantage Venlo. 

## Geschiedenis
De plantagegrond werd rond 1745 uitgegeven aan Benine de la Jaille. Dit gebeurde nadat het fort Nieuw-Amsterdam klaar was en de gronden tussen dat fort en het fort Sommelsdijk beschermd werden. Benine de la Jaille werd omstreeks 1732 geboren als dochter van David de Hoy, de eigenaar van plantage Hooiland en Maria de la Jaille, dochter van Gabriel de la Jaille, eigenaar van plantage Nieuwzorg. Benine overleed in 1758.
Het eigendom ging vervolgens over naar haar zwager Dirk Jan Willem Hatterman. In het Surinaams heette de plantage dan ook Hattriman. Hatterman nam door aankoop of vererving langzamerhand het gehele bezit van de familie De la Jaille over. Tot dit bezit behoorden, naast de plantages Nieuwzorg en Beninenburg, ook de plantages Meerzorg, Voorzorg, La Solitude, Oosterhuizen, Lankmoedigheid en Genoodzaakt. Na zijn overlijden in 1780 kwam de plantage in het bezit van zijn erfgenamen.
In 1801 werd er op de plantage een zware uitbraak van filariasis geconstateerd. Bijna 200 slaven werden in een periode van vier tot vijf maanden ziek.
Tot 1833 werd er op de plantage nog koffie geteeld. Daarna werd de plantage in stukken verkocht. In 1834 kwam het eerste deel in de verkoop. De plantage was toen al verlaten.
A la bonne heure · Anna's Zorg · Akkerboom · Alliance · Alkmaar · Andresa · Auka · Andreesgift · Bantaskine · Barbados · Batavia · Beekenhorst · Belladrum · Bellevue · Belwaarde · Beninenburg · Berg en Dal · Bergen op Zoom · Berlijn (Commewijne) · Berlijn (Para) · Bethlehem · Boksweide · Boston · Botany Bay · Boxel · Bronswijk · Brouwerslust · Bruinendaal · Bucklebury · Buitenrust · Burnside · Cadrosspark · Caledonia · Campenburg · Cannewapibo · Catharina Sophia · Clevia  · Cliffort-Kokshoven · Clyde · Concordia · Concordia en een Kwart Lot · Courcabo · De Dageraad · De Goede Vriendschap · De Resolutie · De Vier Hendrikken · Diamond · Dijkveld · Domburg · Dordrecht · Eendragt · Elisabeth's Hoop · Ellen · L'Espérance (Nickerierivier) · L'Espérance (Surinamerivier) · Esthersrust · Fairfield · Fortuin · Flora · Florentia · Frederiksburg · Frederiksdorp · Frederikslust · Geertruidenberg · Geyersvlijt · Glensander · Gloria · Groot Chatillon · Groot Marseille · Guadeloupe · Hague · Hamburg · Hamilton · Hamptoncourt · Hannover · Hazard · Hebron · Hecht en Sterk · Hooyland · Hope · Houttuin · Huntly · Huwelijkszorg · Inverness · Jagtlust · Jodensavanne · Johan & Margaretha · Johanna Catharina · Johanna Maria · Johannesburg · John · Katwijk · Kent · Kerkshoven · Killenstein · Klein Bellevue · Kleinhoop · Krappahoek · Kroonenburg · Kwatta · La Jalousie · La Prosperité · La Rencontre · La Ressource (Saramacca) · La Ressource (Surinamerivier) · La Singularité · Laarwijk · Leasowes · Leliëndaal · Leonsberg · Livorno · Longmay · Lunenburg · Lust en Rust · Lustrijk · Maasstroom · Margarethenburg · Maria Petronella · Mariënbosch · Mariënburg · Margaretha's Gift · Mary's Hope · Meerzorg · Merveille · Moed en Kommer · Mon Bijou · Mon Souci · Mon Trésor · Monnikendam · Mopentibo · Morgenster · Moy · Nieuw Mocha · Nieuwzorg · Nieuwe Aanleg · De Nieuwe Grond · Nijd en Spijt · Novar · Nursery · Nut en Schadelijk · Onoribo · Onverwacht · Oranibo · Ornamibo · Overbrug · Overtoom 
· Oxford · Palestina · Paradise · Persévérance · Petersburg · Picardië · Peperpot · Pieterszorg · Plaisance · Poelwijk · Potosie · Purmerend · Reijnsdorp · Reijnsfort · Rijnberk · Roosenburg · Rorac · Rust en Werk · Rustenburg · Saltzhalen · Sans Souci · Saphir · Sarah · Sardam · Schaapstede · Schoonoord · Sinabo en Gelre · Sint Barbara · Sint Eustatius · Slootwijk · Sorgvliet · Spieringshoek · Standvastigheid · Suidwijn · Suzanna's Daal · Toevlugt (Surinamerivier) · Tout Lui Faut · Toledo · Totness · Tyronne · 't Vertrouwen · Victoria · Vierkinderen · Visserszorg · Voorburg · Voorzorg (Saramacca) · Vossenburg · Vredenburg · Vriendsbeleid en Ouderzorg · Vreeland · Waltonhall · Waldijk · Waterloo · Wederzorg · Welbedacht · Welgelegen (Commewijne) · Welgelegen (Coronie) · Welgevallen · Weltevreden · Wolffs Capoerica · Wolfenbüttel · 't Ylant · Zoelen · Zorg en Hoop (hout) · Zorg en Hoop (indigo) · Zorg en Hoop (katoen) · Zorg en Hoop (suiker)